# هومبيرتو أورتيغا
هومبيرتو أورتيغا (بالإسبانية: Humberto Ortega Saavedra) هو ثوري وكاتب وسياسي نيكاراغوي، ولد في 10 يناير 1947 في ماناغوا في نيكاراغوا. نشط حزبياً في الجبهة الساندينية للتحرير الوطني.

## وصلات خارجية
- الموقع الرسمي